# Clidemia guadaloupensis
Clidemia guadaloupensis är en tvåhjärtbladig växtart som först beskrevs av Dc, och fick sitt nu gällande namn av August Heinrich Rudolf Grisebach. Clidemia guadaloupensis ingår i släktet Clidemia och familjen Melastomataceae. Inga underarter finns listade i Catalogue of Life.